# Volatilidad electoral
La volatilidad electoral es el aspecto dinámico del comportamiento electoral: estima la cantidad de votantes que modifican su opción de voto de unas elecciones a otras.

## Volatilidad electoral en España
Los votantes continuos suelen ser el grueso del electorado. Fueron en torno a un 80% en los años 90, en contraste con la década anterior, caracterizada por continuos realineamientos partidistas. Los más importantes fueron los de 1982 cuando los votantes transferidos alcanzaron un tercio del electorado. La volatilidad entrebloques ya se redujo fuertemente en 1986 pero la intrabloques siguió siendo muy considerable debido a la inestabilidad en la derecha. UCD, CDS, AP/PP estuvieron intercambiando sus votantes desde 1977 hasta 1993 cuando se consolida definitivamente este último como fuerza principal.
En 2000 la mayor cantidad de votantes socialistas indecisos finalmente se desvió hacia la abstención, sin embargo la volatilidad entrebloques alcanzó en esas elecciones, así como en 2004, sus niveles máximos. Se podría suponer que se ha inaugurado una nueva etapa en la que los trasvases importantes entre PSOE y PP son posibles de una elección a otra. Sin embargo, sería algo precipitado, dado que en 2008 la movilidad entrebloques se situaba en sus niveles mínimos. En parte (aunque sólo en parte) debido a la aparición de un partido-tapón, UPyD, que, de ser considerado del bloque de izquierdas (hipótesis de momento razonable, dado que Rosa Díez se sigue autodefiniendo como socialista), retendría buena parte de los trasvases PSOE→PP. La alta volatilidad de 2000 podría deberse más bien a que la primera legislatura del Partido Popular disolvió los miedos de buena parte del electorado a la derecha, con una actitud más dialogante frente a los actores sociales y políticos de lo que se esperaba. La de 2004 marcaría simétricamente un reflujo, al haber resucitado los antiguos fantasmas la actitud del Gobierno, bien diferente en esa segunda legislatura.